# The Lords of Discipline
The Lords of Discipline es una película estadounidense de 1983, basada en la novela homónima de Pat Conroy y dirigida por Franc Roddam. Fue protagonizada por David Keith, Robert Prosky, Michael Biehn, Bill Paxton y Mark Breland, y grabada en el Wellington College, Inglaterra.
Narra la historia de un hombre negro que decide ser cadete, pero en su deseo se va a encontrar con una serie de obstáculos perpetrados por un grupo de jóvenes que conforman una logia secreta llamada los Diez 10, la cual entre sus códigos se caracteriza por ser racista. David Keith le ayudará a lo largo de la historia para que se gradúe como subteniente del ejército estadounidense y sea el primer oficial de color egresado de esta conocida escuela castrense.

## Reparto
| - David Keith como Will McLean. - Robert Prosky como Coronel Berrineau. - Mark Breland como Pearce. - G. D. Spradlin como el General Durrell. - Michael Biehn como el cadete John Alexander. - Rick Rossovich como el cadete Dante Pignetti. | - Judge Reinhold como Macabbee. - Bill Paxton como Gilbreath. - Barbara Bosson como la sra. Durrell. - Mitchell Lichtenstein como Tradd St. Croix. - Malcolm Danare como Poteete. |